# Morgan Nicholls
Morgan Daniel Nicholls (18 de marzo de 1971) es un músico británico, que anteriormente fue miembro, entre otras, de la banda de principios de los noventa Senseless Things y de su propio proyecto en solitario bajo el nombre de Morgan. También ha contribuido como músico en directo de Gorillaz, The Streets, Muse y, más recientemente, Lily Allen. En 2002, Morgan produjo el álbum Drink Me de Queenadreena.
En agosto de 2004 se unió temporalmente a la formación de la banda de rock Muse en su gira, sustituyendo al bajista Chris Wolstenholme, que se rompió un brazo jugando un encuentro benéfico de fútbol. La primera actuación de Morgan con Muse fue en el V Festival en Reino Unido en 2006 con motivo del lanzamiento del álbum de Muse Black Holes and Revelations y sus variadísimos instrumentales y efectos de sintetizador, Morgan se incorporó a la formación de la banda para las actuaciones en directo, al necesitar de un músico adicional.
El 9 de mayo de 2022 Morgan comunicó a través de sus redes sociales que no formará parte del tour de WILL OF THE PEOPLE de la banda Muse, por lo que Dan Lancaster tomó su posición para guitarra secundaria, sintetizadores, teclados y otros instrumentos.
Nicholls también tocó el bajo junto a The Who durante su aparición en los Juegos Olímpicos de Londres 2012.